# Étienne François Philippe Demesmay
Étienne François Philippe Demesmay, né le 24 juillet 1772 à Pontarlier (Doubs) et mort le 8 juin 1853 dans la même ville, est un homme politique français.

## Biographie
Notaire, maire de Pontarlier, il est député du Doubs en 1815, pendant les Cent-Jours. Il est conseiller général du Doubs en 1818 et sous-préfet de Pontarlier de 1830 à 1839.

## Sources
- « Étienne François Philippe Demesmay », dans Adolphe Robert et Gaston Cougny, Dictionnaire des parlementaires français, Edgar Bourloton, 1889-1891 [détail de l’édition]